# Confini terrestri per lunghezza
Questa lista dei confini terrestri per lunghezza classifica i confini fisici terrestri tra gli Stati dal più lungo al più corto.

## Criteri
I confini analizzati sono quelli che separano delle entità generalmente considerate come indipendenti.
Se non diversamente specificato le distanze sono prese dal CIA World Factbook.

## Lista

### Più di1000km
| #  | Paesi                                                       | Continente       | Lunghezza (km) | Note |
| -- | ----------------------------------------------------------- | ---------------- | -------------- | --- |
| 1  | Canada — Stati Uniti                                        | America del Nord | 8 893          | Diviso in due settori, 6 416 al sud del Canada e 2 477 km tra Canada e l'Alaska                                                       |
| 2  | Kazakistan — Russia                                         | Eurasia          | 6 846          | |
| 3  | Argentina — Cile                                            | Sudamerica       | 5 150          | Inizia alla triplice frontiera tra Argentina, Bolivia e Cile                                                                          |
| 4  | Cina — Mongolia                                             | Asia             | 4 677          | Il confine inizia alla triplice frontiera tra Cina, Mongolia e Russia collocata a ovest della Mongolia.                               |
| 5  | Cina — Russia                                               | Asia             | 4 250          | In due parti, separate dalla Mongolia: 55 km a ovest di questa, 4 195 a est                                                           |
| 6  | Bangladesh — India                                          | Asia             | 4 053          | Con numerose enclave |
| 7  | Mongolia — Russia                                           | Asia             | 3 485          | Inizia alla triplice frontiera tra Cina, Mongolia e Russia collocata a ovest della Mongolia                                           |
| 8  | Bolivia — Brasile                                           | Sudamerica       | 3 423          | Inizia alla triplice frontiera tra Bolivia, Brasile e Perù e termina alla triplice frontiera tra Bolivia, Brasile e Paraguay.         |
| 9  | Cina — India                                                | Asia             | 3 380          | Diviso in tre settori: dal Pakistan al Nepal, dal Nepal al Bhutan e dal Bhutan alla Birmania.                                         |
| 10 | Stati Uniti — Messico                                       | America del Nord | 3 141          | |
| 11 | India — Pakistan                                            | Asia             | 2 912          | |
| 12 | Afghanistan — Pakistan                                      | Asia             | 2 670          | Linea Durand |
| 12 | Angola — Repubblica Democratica del Congo                   | Africa           | 2 546          | Di cui 225 km tra Repubblica Democratica del Congo e l'exclave angolana di Cabinda                                                    |
| 14 | Repubblica del Congo — Repubblica Democratica del Congo     | Africa           | 2 410          | |
| 15 | Mali — Mauritania                                           | Africa           | 2 236          | |
| 16 | Kazakistan — Uzbekistan                                     | Asia             | 2 203          | |
| 17 | Brasile — Venezuela                                         | Sudamerica       | 2 200          | |
| 18 | Birmania — Cina                                             | Asia             | 2 185          | |
| 19 | Laos — Vietnam                                              | Asia             | 2 130          | |
| 20 | Colombia — Venezuela                                        | Sudamerica       | 2 050          | |
| 21 | Repubblica Democratica del Congo — Zambia                   | Africa           | 1 930          | |
| 21 | Sudan — Sudan del Sud                                       | Africa           | 1 930          | |
| 23 | Gabon — Repubblica del Congo                                | Africa           | 1 903          | |
| 24 | Sudafrica — Botswana                                        | Africa           | 1 840          | |
| 25 | Birmania — Thailandia                                       | Asia             | 1 800          | |
| 26 | Indonesia — Malaysia                                        | Asia             | 1 782          | |
| 27 | Laos — Thailandia                                           | Asia             | 1 754          | |
| 28 | Argentina — Paraguay                                        | Sudamerica       | 1 699          | Inizia alla triplice frontiera tra Argentina, Bolivia e Paraguay e termina alla triplice frontiera tra Argentina, Brasile e Paraguay. |
| 29 | India — Nepal                                               | Asia             | 1 690          | |
| 30 | Camerun — Nigeria                                           | Africa           | 1 690          | |
| 31 | Brasile — Colombia                                          | Sudamerica       | 1 643          | |
| 32 | Uzbekistan — Turkmenistan                                   | Asia             | 1 621          | |
| 33 | Norvegia — Svezia                                           | Europa           | 1 619          | |
| 34 | Etiopia — Sudan                                             | Africa           | 1 606          | |
| 35 | Brasile — Guyana                                            | Sudamerica       | 1 605          | |
| 36 | Algeria — Marocco                                           | Africa           | 1 601          | Di cui 42 km con il Sahara Occidentale, la cui annessione da parte del Marocco non è internazionalmente riconosciuta                  |
| 37 | Etiopia — Somalia                                           | Africa           | 1 600          | |
| 38 | Repubblica Centrafricana — Repubblica Democratica del Congo | Africa           | 1 577          | |
| 39 | Ucraina — Russia                                            | Europa           | 1 576          | |
| 40 | Malawi — Mozambico                                          | Africa           | 1 569          | |
| 41 | Marocco — Mauritania                                        | Africa           | 1 561          | Integralmente con il Sahara Occidentale, la cui annessione da parte del Marocco non è internazionalmente riconosciuta                 |
| 42 | Brasile — Perù                                              | Sudamerica       | 1 560          | |
| 43 | Cina — Kazakistan                                           | Asia             | 1 533          | |
| 44 | Niger — Nigeria                                             | Africa           | 1 497          | |
| 45 | Colombia — Perù                                             | Sudamerica       | 1 496          | |
| 46 | Birmania — India                                            | Asia             | 1 463          | |
| 47 | Iraq — Iran                                                 | Asia             | 1 458          | |
| 48 | Arabia Saudita — Yemen                                      | Asia             | 1 458          | |
| 49 | Ecuador — Perù                                              | Sudamerica       | 1 420          | |
| 50 | Cina — Corea del Nord                                       | Asia             | 1 416          | |
| 51 | Algeria — Mali                                              | Africa           | 1 376          | |
| 52 | Angola — Namibia                                            | Africa           | 1 376          | |
| 53 | Ciad — Sudan                                                | Africa           | 1 360          | |
| 54 | Botswana — Namibia                                          | Africa           | 1 360          | |
| 55 | Finlandia — Russia                                          | Europa           | 1 340          | |
| 56 | Brasile — Paraguay                                          | Sudamerica       | 1 290          | |
| 57 | Cina — Vietnam                                              | Asia             | 1 281          | |
| 58 | Egitto — Sudan                                              | Africa           | 1 273          | |
| 59 | Cina — Nepal                                                | Asia             | 1 236          | |
| 60 | Mozambico — Zimbabwe                                        | Africa           | 1 231          | |
| 61 | Cambogia — Vietnam                                          | Asia             | 1 228          | |
| 62 | Argentina — Brasile                                         | Sudamerica       | 1 224          | |
| 63 | Portogallo — Spagna                                         | Europa           | 1 214          | |
| 64 | Afghanistan — Tagikistan                                    | Asia             | 1 206          | |
| 65 | Repubblica Centrafricana — Ciad                             | Africa           | 1 197          | |
| 66 | Ciad — Niger                                                | Africa           | 1 175          | |
| 67 | Repubblica Centrafricana — Sudan                            | Africa           | 1 165          | |
| 68 | Uzbekistan — Tagikistan                                     | Asia             | 1 161          | Tra cui un'enclave |
| 69 | Egitto — Libia                                              | Africa           | 1 115          | |
| 70 | Angola — Zambia                                             | Africa           | 1 110          | |
| 71 | Kirghizistan — Uzbekistan                                   | Asia             | 1 099          | Tra cui parecchie enclave |
| 72 | Camerun — Ciad                                              | Africa           | 1 094          | |
| 73 | Libia — Ciad                                                | Africa           | 1 055          | |
| 74 | Kazakistan — Kirghizistan                                   | Asia             | 1 051          | |
| 75 | Burkina Faso — Mali                                         | Africa           | 1 000          | |

### Tra 500 e1000km
| #   | Paesi                                            | Lunghezza (km) | Note                                                                           |
| --- | ------------------------------------------------ | -------------- | ------------------------------------------------------------------------------ |
| 75  | Iran — Turkmenistan                              | 992            |                                                                                |
| 76  | Brasile — Uruguay                                | 985            |                                                                                |
| 77  | Algeria — Libia                                  | 982            |                                                                                |
| 78  | Namibia — Sudafrica                              | 967            |                                                                                |
| 79  | Algeria — Tunisia                                | 965            |                                                                                |
| 80  | Bielorussia — Russia                             | 959            | Tra cui l'enclave di Medvež'e-San'kovo                                         |
| 81  | Guatemala — Messico                              | 959            |                                                                                |
| 82  | Algeria — Niger                                  | 956            |                                                                                |
| 83  | Moldavia — Ucraina                               | 939            |                                                                                |
| 84  | Afghanistan — Iran                               | 936            |                                                                                |
| 85  | Uganda — Kenya                                   | 933            |                                                                                |
| 86  | Bosnia ed Erzegovina — Croazia                   | 932            |                                                                                |
| 87  | Eritrea — Etiopia                                | 912            |                                                                                |
| 88  | Iran — Pakistan                                  | 909            |                                                                                |
| 88  | Sudafrica — Lesotho                              | 909            |                                                                                |
| 90  | Bolivia — Perù                                   | 900            |                                                                                |
| 91  | Bielorussia — Ucraina                            | 891            |                                                                                |
| 92  | Ghana — Togo                                     | 877            |                                                                                |
| 93  | Kirghizistan — Tagikistan                        | 870            | Tra cui parecchie enclave                                                      |
| 94  | Etiopia — Kenya                                  | 861            |                                                                                |
| 94  | Bolivia — Cile                                   | 861            |                                                                                |
| 96  | Guinea — Mali                                    | 858            |                                                                                |
| 97  | Cina — Kirghizistan                              | 858            |                                                                                |
| 98  | Malawi — Zambia                                  | 837            |                                                                                |
| 99  | Siria — Turchia                                  | 822            |                                                                                |
| 100 | Mali — Niger                                     | 821            |                                                                                |
| 101 | Indonesia — Papua Nuova Guinea                   | 820            |                                                                                |
| 102 | Arabia Saudita — Iraq                            | 814            |                                                                                |
| 103 | Botswana — Zimbabwe                              | 813            |                                                                                |
| 103 | Mauritania — Senegal                             | 813            |                                                                                |
| 105 | Cambogia — Thailandia                            | 803            |                                                                                |
| 106 | Zambia — Zimbabwe                                | 797            |                                                                                |
| 107 | Armenia — Azerbaigian                            | 787            | Tra cui 221 km con la Repubblica Autonoma di Naxçıvan; inoltre diverse enclave |
| 108 | Austria — Germania                               | 784            |                                                                                |
| 109 | Benin — Nigeria                                  | 773            |                                                                                |
| 110 | Kenya — Tanzania                                 | 769            |                                                                                |
| 111 | Repubblica Democratica del Congo — Uganda        | 765            |                                                                                |
| 112 | Mozambico — Tanzania                             | 756            |                                                                                |
| 113 | Bolivia — Paraguay                               | 750            |                                                                                |
| 114 | Afghanistan — Turkmenistan                       | 744            |                                                                                |
| 115 | Arabia Saudita — Giordania                       | 744            |                                                                                |
| 116 | Guyana — Venezuela                               | 743            |                                                                                |
| 117 | Argentina — Bolivia                              | 742            |                                                                                |
| 118 | Gambia — Senegal                                 | 740            |                                                                                |
| 119 | Italia — Svizzera                                | 740            | Tra cui l'enclave di Campione d'Italia                                         |
| 120 | Finlandia — Norvegia                             | 736            |                                                                                |
| 121 | Brasile — Francia                                | 730            | Presso la Guyana francese                                                      |
| 122 | Georgia — Russia                                 | 723            |                                                                                |
| 123 | Costa d'Avorio — Liberia                         | 716            |                                                                                |
| 124 | Kenya — Somalia                                  | 682            |                                                                                |
| 125 | Slovacchia — Ungheria                            | 677            |                                                                                |
| 126 | Arabia Saudita — Oman                            | 676            |                                                                                |
| 127 | Croazia — Slovenia                               | 670            |                                                                                |
| 128 | Costa d'Avorio — Ghana                           | 668            |                                                                                |
| 129 | Polonia — Repubblica Ceca                        | 796            |                                                                                |
| 130 | Guinea — Sierra Leone                            | 652            |                                                                                |
| 131 | Germania — Repubblica Ceca                       | 646            |                                                                                |
| 132 | Benin — Togo                                     | 644            |                                                                                |
| 133 | Repubblica Democratica del Congo — Sudan del Sud | 628            |                                                                                |
| 133 | Burkina Faso — Niger                             | 628            |                                                                                |
| 135 | Francia — Spagna                                 | 623            | In due parti principali, separate da Andorra; più l'enclave di Llívia          |
| 136 | Belgio — Francia                                 | 620            |                                                                                |
| 137 | Finlandia — Svezia                               | 614            |                                                                                |
| 138 | Azerbaigian — Iran                               | 611            | Tra cui 179 km con la Repubblica Autonoma di Naxçıvan                          |
| 139 | Costa d'Avorio — Guinea                          | 610            |                                                                                |
| 140 | Bulgaria — Romania                               | 608            |                                                                                |
| 141 | Bhutan — India                                   | 605            |                                                                                |
| 142 | Eritrea — Sudan                                  | 605            |                                                                                |
| 143 | Iraq — Siria                                     | 605            |                                                                                |
| 144 | Guyana — Suriname                                | 600            |                                                                                |
| 145 | Brasile — Suriname                               | 593            |                                                                                |
| 146 | Colombia — Ecuador                               | 590            |                                                                                |
| 147 | Burkina Faso — Costa d'Avorio                    | 584            |                                                                                |
| 148 | Argentina — Uruguay                              | 579            |                                                                                |
| 149 | Germania — Paesi Bassi                           | 577            |                                                                                |
| 150 | Francia — Svizzera                               | 573            |                                                                                |
| 151 | Guinea — Liberia                                 | 563            |                                                                                |
| 152 | Burkina Faso — Ghana                             | 549            |                                                                                |
| 153 | Cambogia — Laos                                  | 541            |                                                                                |
| 154 | Costa d'Avorio — Mali                            | 532            |                                                                                |
| 155 | Romania — Ucraina                                | 531            | In due parti, separate dalla Moldavia: 362 km a nord di essa, 169 al sud       |
| 156 | Polonia — Ucraina                                | 535            |                                                                                |
| 157 | Cina — Pakistan                                  | 523            |                                                                                |
| 157 | Camerun — Repubblica del Congo                   | 523            |                                                                                |
| 159 | Francia — Suriname                               | 510            | Presso la Guyana francese                                                      |
| 160 | Malaysia — Thailandia                            | 506            |                                                                                |
| 161 | Bielorussia — Lituania                           | 502            |                                                                                |

### Tra 100 e500km
| #   | Paesi                                           | Lunghezza (km) | Note                                                       |
| --- | ----------------------------------------------- | -------------- | ---------------------------------------------------------- |
| 162 | Iran — Turchia                                  | 499            |                                                            |
| 162 | Irlanda — Regno Unito                           | 499            |                                                            |
| 164 | Bulgaria — Grecia                               | 494            |                                                            |
| 165 | Mozambico — Sudafrica                           | 491            |                                                            |
| 166 | Francia — Italia                                | 488            |                                                            |
| 167 | Romania — Serbia                                | 476            |                                                            |
| 168 | Malawi — Tanzania                               | 475            |                                                            |
| 169 | Bhutan — Cina                                   | 470            |                                                            |
| 170 | Repubblica Centrafricana — Repubblica del Congo | 467            |                                                            |
| 171 | Algeria — Mauritania                            | 463            |                                                            |
| 171 | Libia — Tunisia                                 | 459            |                                                            |
| 171 | Repubblica Democratica del Congo — Tanzania     | 459            |                                                            |
| 174 | Arabia Saudita — Emirati Arabi Uniti            | 457            |                                                            |
| 175 | Germania — Polonia                              | 467            |                                                            |
| 176 | Lettonia — Lituania                             | 453            |                                                            |
| 177 | Burundi — Tanzania                              | 451            |                                                            |
| 177 | Francia — Germania                              | 451            |                                                            |
| 179 | Belgio — Paesi Bassi                            | 450            | Tra cui le enclavi di Baarle                               |
| 179 | Moldavia — Romania                              | 450            |                                                            |
| 181 | Polonia — Slovacchia                            | 541            |                                                            |
| 182 | Romania — Ungheria                              | 443            |                                                            |
| 182 | Sudan del Sud — Uganda                          | 435            |                                                            |
| 184 | Austria — Italia                                | 430            |                                                            |
| 184 | eSwatini — Sudafrica                            | 430            |                                                            |
| 186 | Cina — Laos                                     | 423            |                                                            |
| 187 | Mali — Senegal                                  | 419            |                                                            |
| 187 | Mozambico — Zambia                              | 419            |                                                            |
| 189 | Cina — Tagikistan                               | 414            |                                                            |
| 190 | Emirati Arabi Uniti — Oman                      | 410            | Tra cui la penisola Musandam e le enclavi di Madha e Nahwa |
| 191 | Bielorussia — Polonia                           | 418            |                                                            |
| 192 | Tanzania — Uganda                               | 396            |                                                            |
| 193 | Guinea — Guinea-Bissau                          | 386            |                                                            |
| 194 | Libia — Sudan                                   | 383            |                                                            |
| 195 | Brunei — Malaysia                               | 381            |                                                            |
| 196 | Kazakistan — Turkmenistan                       | 379            |                                                            |
| 196 | Libano — Siria                                  | 375            |                                                            |
| 196 | Giordania — Siria                               | 375            |                                                            |
| 199 | Austria — Ungheria                              | 366            |                                                            |
| 200 | Austria — Repubblica Ceca                       | 362            |                                                            |
| 201 | Repubblica Dominicana — Haiti                   | 360            |                                                            |
| 203 | Libia — Niger                                   | 354            |                                                            |
| 204 | Iraq — Turchia                                  | 352            |                                                            |
| 205 | Gabon — Guinea Equatoriale                      | 350            |                                                            |
| 206 | Etiopia — Gibuti                                | 349            |                                                            |
| 207 | Honduras — Nicaragua                            | 342            |                                                            |
| 208 | Estonia — Lettonia                              | 339            |                                                            |
| 209 | Guinea-Bissau — Senegal                         | 338            |                                                            |
| 209 | Tanzania — Zambia                               | 338            |                                                            |
| 211 | Germania — Svizzera                             | 334            | Tra cui l'enclave di Büsingen am Hochrhein                 |
| 212 | Guinea — Senegal                                | 330            |                                                            |
| 212 | Costa Rica — Panama                             | 330            |                                                            |
| 212 | Austria — Slovenia                              | 330            |                                                            |
| 215 | Croazia — Ungheria                              | 329            |                                                            |
| 216 | Azerbaigian — Georgia                           | 322            |                                                            |
| 217 | Bulgaria — Serbia                               | 318            |                                                            |
| 218 | Costa Rica — Nicaragua                          | 309            |                                                            |
| 219 | Benin — Burkina Faso                            | 306            |                                                            |
| 219 | Liberia — Sierra Leone                          | 306            |                                                            |
| 221 | Bosnia ed Erzegovina — Serbia                   | 302            |                                                            |
| 222 | Camerun — Gabon                                 | 298            |                                                            |
| 223 | Estonia — Russia                                | 294            |                                                            |
| 224 | Burundi — Ruanda                                | 290            |                                                            |
| 225 | Oman — Yemen                                    | 288            |                                                            |
| 226 | Azerbaigian — Russia                            | 284            |                                                            |
| 227 | Albania — Grecia                                | 282            |                                                            |
| 228 | Armenia — Turchia                               | 268            |                                                            |
| 229 | Benin — Niger                                   | 266            |                                                            |
| 229 | Egitto — Israele                                | 266            |                                                            |
| 232 | El Salvador — Honduras                          | 256            |                                                            |
| 232 | Guatemala — Honduras                            | 256            |                                                            |
| 234 | Georgia — Turchia                               | 252            |                                                            |
| 235 | Grecia — Macedonia del Nord                     | 246            |                                                            |
| 236 | Croazia — Serbia                                | 241            |                                                            |
| 237 | Iraq — Kuwait                                   | 240            |                                                            |
| 237 | Bulgaria — Turchia                              | 240            |                                                            |
| 239 | Giordania — Israele                             | 238            |                                                            |
| 239 | Corea del Nord — Corea del Sud                  | 238            |                                                            |
| 241 | Birmania — Laos                                 | 235            |                                                            |
| 242 | Namibia — Zambia                                | 233            |                                                            |
| 242 | Burundi — Repubblica Democratica del Congo      | 233            |                                                            |
| 244 | Kenya — Sudan del Sud                           | 232            |                                                            |
| 244 | Italia — Slovenia                               | 232            |                                                            |
| 246 | Indonesia — Timor Est                           | 228            |                                                            |
| 247 | Lituania — Russia                               | 227            | Presso l'oblast' di Kaliningrad                            |
| 248 | Sudafrica — Zimbabwe                            | 225            |                                                            |
| 248 | Bosnia ed Erzegovina — Montenegro               | 225            |                                                            |
| 250 | Colombia — Panama                               | 225            |                                                            |
| 251 | Arabia Saudita — Kuwait                         | 222            |                                                            |
| 252 | Macedonia del Nord — Serbia                     | 221            |                                                            |
| 253 | Repubblica Democratica del Congo — Ruanda       | 217            |                                                            |
| 253 | Ruanda — Tanzania                               | 217            |                                                            |
| 253 | Lettonia — Russia                               | 217            |                                                            |
| 256 | Repubblica Ceca — Slovacchia                    | 215            |                                                            |
| 257 | Grecia — Turchia                                | 206            |                                                            |
| 257 | Polonia — Russia                                | 210            | Presso l'oblast' di Kaliningrad                            |
| 259 | El Salvador — Guatemala                         | 203            |                                                            |
| 259 | Montenegro — Serbia                             | 203            |                                                            |
| 261 | Angola — Repubblica del Congo                   | 201            |                                                            |
| 262 | Norvegia — Russia                               | 196            |                                                            |
| 263 | Belize — Messico                                | 193            |                                                            |
| 263 | Bangladesh — Birmania                           | 193            |                                                            |
| 265 | Camerun — Guinea Equatoriale                    | 189            |                                                            |
| 266 | Giordania — Iraq                                | 181            |                                                            |
| 267 | Albania — Montenegro                            | 172            |                                                            |
| 268 | Ruanda — Uganda                                 | 169            |                                                            |
| 269 | Belgio — Germania                               | 167            | Tra cui le enclavi della Vennbahn                          |
| 270 | Austria — Svizzera                              | 164            |                                                            |
| 270 | Armenia — Georgia                               | 164            |                                                            |
| 272 | Cile — Perù                                     | 160            |                                                            |
| 273 | Cipro — Regno Unito                             | 152            | Presso Akrotiri e Dhekelia                                 |
| 274 | Albania — Macedonia del Nord                    | 151            |                                                            |
| 274 | Serbia — Ungheria                               | 151            |                                                            |
| 276 | Belgio — Lussemburgo                            | 148            |                                                            |
| 276 | Bulgaria — Macedonia del Nord                   | 148            |                                                            |
| 278 | Bielorussia — Lettonia                          | 141            |                                                            |
| 279 | Germania — Lussemburgo                          | 138            |                                                            |
| 280 | Afghanistan — Uzbekistan                        | 137            |                                                            |
| 281 | Burkina Faso — Togo                             | 126            |                                                            |
| 282 | Albania — Kosovo                                | 112            |                                                            |
| 283 | Eritrea — Gibuti                                | 109            |                                                            |
| 284 | eSwatini — Mozambico                            | 105            |                                                            |
| 285 | Ucraina — Ungheria                              | 103            |                                                            |
| 286 | Slovenia — Ungheria                             | 102            |                                                            |

### Meno di100km
| #   | Paesi                           | Lunghezza (km) | Note |
| --- | ------------------------------- | -------------- | --- |
| 287 | Slovacchia — Ucraina            | 97             | |
| 288 | Austria — Slovacchia            | 91             | |
| 288 | Lituania — Polonia              | 91             | |
| 290 | Ciad — Nigeria                  | 87             | |
| 291 | Israele — Libano                | 79             | |
| 292 | Israele — Siria                 | 76             | |
| 292 | Afghanistan — Cina              | 76             | Alla fine del corridoio del Wakhan. Questo confine è quello con il divario di fuso orario più ampio tra i due paesi (Afghanistan UTC+4:30 e Cina UTC+8) |
| 294 | Francia — Lussemburgo           | 73             | |
| 295 | Danimarca — Germania            | 68             | |
| 296 | Andorra — Spagna                | 64             | |
| 297 | Arabia Saudita — Qatar          | 60             | |
| 298 | Gibuti — Somalia                | 58             | |
| 299 | Andorra — Francia               | 57             | |
| 300 | Liechtenstein — Svizzera        | 41             | |
| 301 | Italia — San Marino             | 39             | |
| 302 | Armenia — Iran                  | 35             | |
| 302 | Austria — Liechtenstein         | 35             | |
| 304 | Croazia — Montenegro            | 25             | |
| 305 | Corea del Nord — Russia         | 19             | |
| 306 | Marocco — Spagna                | 16             | 6,3 km con Ceuta, 9,6 km con Melilla, 85 m col Peñón de Vélez de la Gomera                                                                              |
| 307 | Francia — Regno dei Paesi Bassi | 10             | Presso l'isola di Saint Martin |
| 308 | Azerbaigian — Turchia           | 9              | Presso l'exclave azera del Naxçıvan. |
| 309 | Francia — Monaco                | 4              | |
| 310 | Città del Vaticano — Italia     | 3              | |
| 311 | Canada — Danimarca              | 1,3            | Presso l'isola Hans |
| 312 | Regno Unito — Spagna            | 1,2            | Presso Gibilterra |
| 313 | Botswana — Zambia               | 0,15           | Il confine si trova sul corso del fiume Zambesi attraversato dal Kazungula Bridge                                                                       |